# 萨拉马群岛

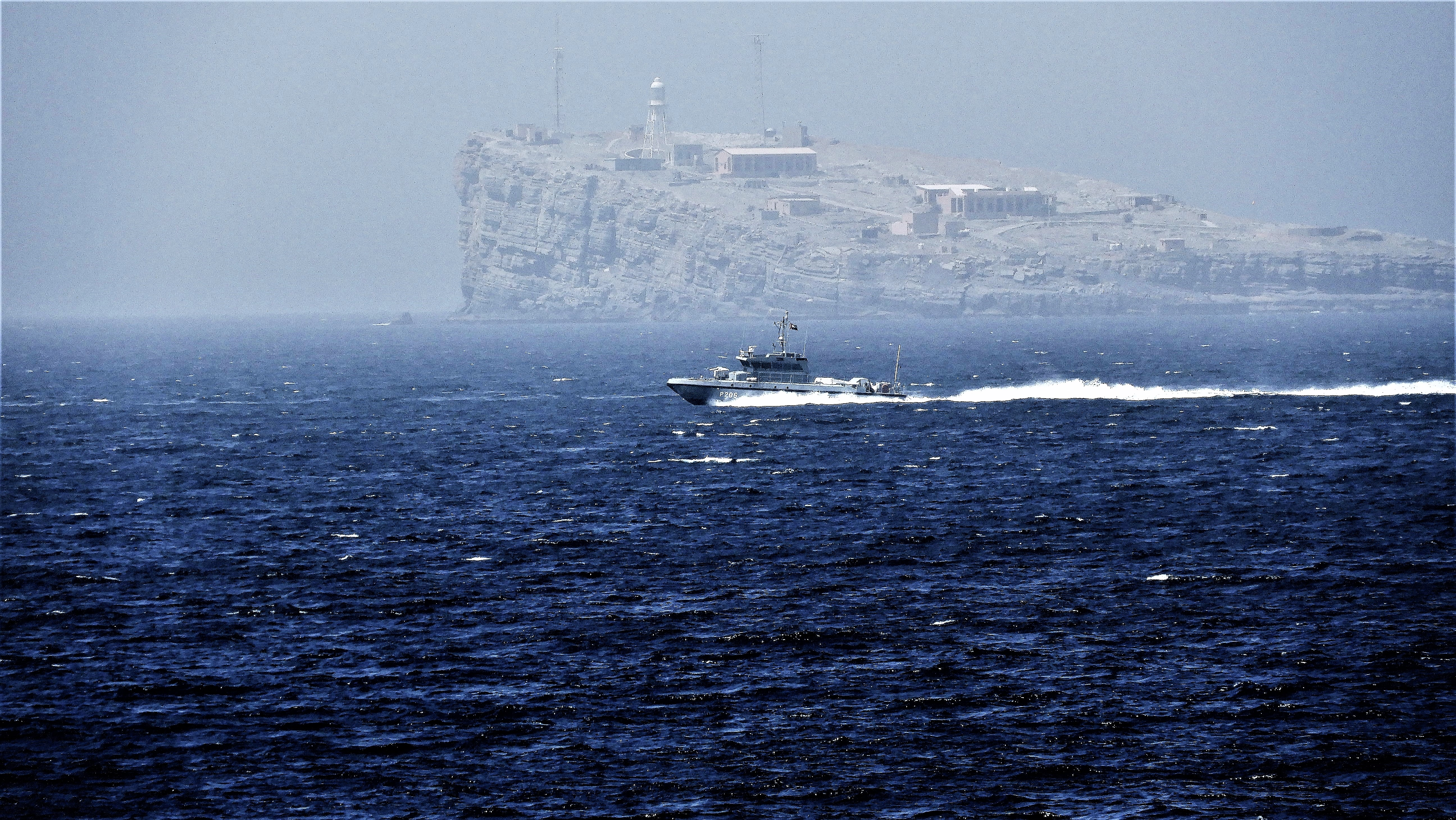
2018年的迪达玛尔岛（小奎因岛）上面灯塔清晰可见

萨拉马群岛（阿拉伯语：‎，意为“萨拉马及其女儿们”），西方也称之为奎因群岛（Quoin Islands，也译为角落群岛、阔因群岛等），是位于波斯湾霍尔木兹海峡上的一串群岛，属阿曼穆桑代姆省管辖。该群岛一共有三座，分别为萨拉马岛、迪达玛尔岛及法纳库岛。

## 地理

1987年CIA绘制的霍尔木兹海峡地图，萨拉马群岛在中间

萨拉马群岛位于阿曼穆桑代姆半岛以北13-17公里处，整个群岛自西北朝东南延伸，共4.4公里。为阿曼的最北端。
萨拉马群岛共有三座，分别为：
- 位于群岛西北的萨拉马岛（‎, ），亦称大奎因岛（Great Quoin Island），面积约为22公顷，是群岛中最大的岛屿，大致为一个三角状，长约770米，宽约530米。该岛形成了霍尔木兹海峡的最狭窄处，北距伊朗的拉腊克岛仅为38.7公里。海拔164米[1]。
- 位于群岛最南端的岛屿迪达玛尔岛（‎，也译为迪达曼岛，亦称‎），亦称小奎因岛（Little Quoin Island，‎），面积约为2.9公顷，1914年英国在此建立了阿曼历史上第一座灯塔，称迪达玛尔灯塔（Didamar Light）。[2]海拔51米[1]。
- 位于上述两岛之间的小岛被称作法纳库岛（‎）或盖普岛（Gap Island，‎），面积为2.6公顷，为三岛中面积最小的岛屿，海拔高78米[1]。

## 行政管理
萨拉马群岛由阿曼穆桑代姆省的海塞卜管辖。